# Pedrera del Foment
El Castellvell fou una antiga explotació d'extracció de pedra establerta fins a la primera meitat del segle XX al terme municipal de Caldes de Montbui (Vallès Oriental). El lloc d'on extreien la pedra —la Pedrera del Foment pròpiament dita— se situa a l'altra banda de la Riera de Caldes 41° 39′ 13.03″ N, 2° 9′ 5.12″ E / 41.6536194°N,2.1514222°E i entre l'edifici esmentat i la pedrera es troben les restes de les casetes dels treballadors. El camí de llambordes que arriba fins a la pedrera es coneix com el Camí del Foment perquè va ser l'empresa Foment d'Obres i Construccions S.A. qui va impulsar l'activitat extractiva de granit en les pedreres que hi ha riera amunt. Gràcies al trànsit rodat, la utilització de les llambordes per pavimentar els carrers es va estendre molt. Les pedreres de Caldes es van especialitzar en la producció de llambordes i gràcies al ferrocarril es va poder satisfer les necessitats de Barcelona i altres ciutats. La qualitat del granit de la muntanya del Farell la va convertir en la major pedrera de Catalunya.
El conjunt del Castellvell està compost per diversos elements. En primer lloc es troba el camí empedrat amb llambordes que duu de la carretera que va de Caldes a Sant Sebastià de Montmajor fins a l'edifici principal. Al final del camí hi ha una caseta que alberga la balança; aquesta és de petites dimensions, amb la teulada a una vessant, en un mur s'obre la porta d'entrada de forma rectangular, en altre una gran finestra i en altre mur una finestra de dimensions més petites. A l'interior es conserva la balança de ferro.
Al costat s'aixeca l'edifici principal de forma rectangular, molt estret, i amb tres pisos d'alçada. La porta principal s'obre en una de les façanes llargues i té forma d'arc de mig punt mentre que la resta d'obertures de l'edifici són allindades. El parament és de paredat excepte els angles i els contorns de les obertures que són de maó disposats de forma que imiten carreus de pedra. una cornisa feta amb maó separa els diferents nivells. L'estructura interior és de bigues de fusta excepte el soterrani que està cobert amb petites voltes de ceràmica.
El moment de més activitat de la pedrera va ser als anys vint gràcies a l'obra pública que generà l'Exposició Universal de Barcelona de 1929, arribant a tenir 500 treballadors. Degut a l'expansió de l'ús de l'asfalt la producció de llambordes va entrar en crisis i la pedrera va tancar el 1931. Es va tornar a treballar entre els anys 1939 i 1967 però mai van tenir més de 50 treballadors. La riuada de 1962 va suposar el seu tancament definitiu.